# 哈德斯菲尔德足球俱乐部
哈德斯菲尔德足球俱乐部（英語：Huddersfield Town Association Football Club，发音为/ˈhʌdərzˌfild ˈtaʊn/）是位於英國西約克郡哈德斯菲尔德的職業足球會。

## 歷史
球隊成立於1908年，在1910年加入英格蘭足球聯賽，上世紀二十年代，曾連續三季（1923/24、1924/25及1925/26）奪得當時頂級的甲組聯賽冠軍，成為英格蘭足球頂級聯賽首支「三連冠」（Treble）的球隊，被譽為當時英格蘭以至全世界最強的球隊。
二戰後，哈德斯菲尔德開始衰落，在1952年首次從頂級的甲組聯賽降班，在上世紀五十年代至七十年代初浮沉於甲組及乙組聯賽。自1972年哈德斯菲尔德再次由甲組聯賽降班後，球隊在之後45年一直在低組別的聯賽角逐。2012年才由第三級聯賽英甲升級至英冠。2016/17球季，哈德斯菲尔德取得英冠第五名，取得參加升班附加賽資格，哈德斯菲尔德在附加賽準決賽及決賽皆以互射十二碼分別擊敗錫周三及雷丁，取得升班附加賽冠軍，歷史性首次升上英超作賽。
2017/18年度球季，哈德斯菲尔德取得英超第十六位，成功保留英超席位。
2018/19年度球季，哈德斯菲尔德於聯賽尚餘六輪時落後第17位球隊19分，提早六輪宣佈護級失敗，來季降回英冠作賽。
2023/24年度球季，哈德斯菲尔德於英冠聯賽徘徊在下游位置，第45周聯賽後僅得45分排19位，若要護級成功必需在最後一輪賽事大勝對手，並期望前2位球隊普利茅夫和伯明翰皆落敗，但第46周聯賽作客面對爭奪正直升班資格的葉士域治，最終負0：2，護級失敗將於來季降班英甲。

## 大事紀年
| 年 份   | 事 項 |
| ------- | --- |
| 1909-10 | 加入中部聯賽（Midland League） |
| 1910-11 | 加入足球聯盟乙組聯賽 |
| 1919-20 | 乙組聯賽亞軍，升級甲組。決賽0-1負於，足總杯亞軍 |
| 1921-22 | 決賽1-0擊敗普雷斯頓，足總杯冠軍 |
| 1922-23 | 慈善盾冠軍 |
| 1923-24 | 甲組聯賽冠軍 |
| 1924-25 | 甲組聯賽冠軍（第二次） |
| 1925-26 | 甲組聯賽冠軍（第三次，三連冠） |
| 1926-27 | 甲組聯賽亞軍 |
| 1927-28 | 甲組聯賽亞軍。決賽1-3負於，足總杯亞軍 |
| 1928-29 | 晉身足總杯四強 |
| 1929-30 | 決賽0-2負於，足總杯亞軍 |
| 1933-34 | 甲組聯賽亞軍 |
| 1937-38 | 決賽0-1負於普雷斯頓，足總杯亞軍 |
| 1938-39 | 晉身足總杯四強 |
| 1951-52 | 甲組聯賽排第廿一位，降級乙組 |
| 1952-53 | 乙組聯賽亞軍，升級甲組 |
| 1955-56 | 甲組聯賽排第廿一位，降級乙組 |
| 1967-68 | 晉身聯賽杯四強 |
| 1969-70 | 乙組聯賽冠軍，升級甲組 |
| 1971-72 | 甲組聯賽排第廿二位，降級乙組 |
| 1972-73 | 乙組聯賽排第廿一位，降級丙組 |
| 1974-75 | 丙組聯賽排第廿四位，降級丁組 |
| 1979-80 | 丁組聯賽冠軍，升級丙組 |
| 1982-83 | 丙組聯賽季軍，升級乙組 |
| 1987-88 | 乙組聯賽排第廿三位，降級丙組 |
| 1991-92 | 丙組聯賽排第三位，附加賽第一輪兩回合累計3-4負於 |
| 1992-93 | 超聯成立，丙組改組成乙組〈III〉 |
| 1993-94 | 聯賽錦標亞軍 |
| 1994-95 | 乙組〈III〉聯賽排第五位，附加賽準決賽兩回合累計2-2，十二碼4-3擊敗，溫布萊決賽2-1擊敗 ，升級甲組〈II〉                                                                                 |
| 2000-01 | 甲組〈II〉聯賽排第廿二位，降級乙組〈III〉 |
| 2001-02 | 乙組〈III〉聯賽排第六位，附加賽準決賽兩回合累計1-2負於 |
| 2002-03 | 乙組〈III〉聯賽排第廿二位，降級丙組〈IV〉 |
| 2003-04 | 丙組〈IV〉聯賽排第四位，附加賽準決賽兩回合累計4-3擊敗林肯城，決賽0-0，十二碼4-1擊敗，升級乙組〈III〉                                                                                  |
| 2004-05 | 乙組〈III〉聯賽更名“英甲聯賽” |
| 2005-06 | 英甲聯賽排第四位，附加賽準決賽兩回合累計2-3負於 |
| 2009-10 | 英甲聯賽排第六位，附加賽準決賽兩回合累計0-2負於 |
| 2010-11 | 英甲聯賽排第三位，附加賽準決賽兩回合累計4-4，十二碼4-2擊敗，奧脫福決賽0-3負於 |
| 2011-12 | 英甲聯賽排第四位，附加賽準決賽兩回合累計3-2擊敗米爾頓凱恩斯，決賽0-0，十二碼8-7擊敗，升級英冠                                                                                         |
| 2016-17 | 英冠聯賽排第五位，附加賽準決賽兩回合累計1-1，十二碼4-3擊敗錫周三，決賽對雷丁連加時120分鐘打和0-0，十二碼4-3擊敗對手取得升班附加賽冠軍，首次升級英超；將是自1972年後再次在頂級聯賽角逐 |
| 2018-19 | 英超聯賽排第廿位，降班英冠聯賽 |
| 2021-22 | 英冠聯賽排第三位，附加賽準決賽兩回合累計2-1擊敗盧頓，決賽0-1負於 |
| 2023-24 | 英冠聯賽排第廿三位，降班英甲聯賽 |

## 近況

### 盃賽成績
| 圈數     | 日期         | 主／客   | 對賽球隊 | 紀錄     |
| 聯 賽 盃 | 聯 賽 盃     | 聯 賽 盃 | 聯 賽 盃 | 聯 賽 盃 |
| -------- | ------------ | -------- | -------- | -------- |
| 第一圈   | 2020年9月5日 | 主       | 羅奇代爾 | 負 0 - 1 |
| 足 總 盃 |              |          |          |          |
| 第三圈   | 2021年1月9日 | 主       | 普利茅夫 | 負 2 - 3 |

## 主場球場

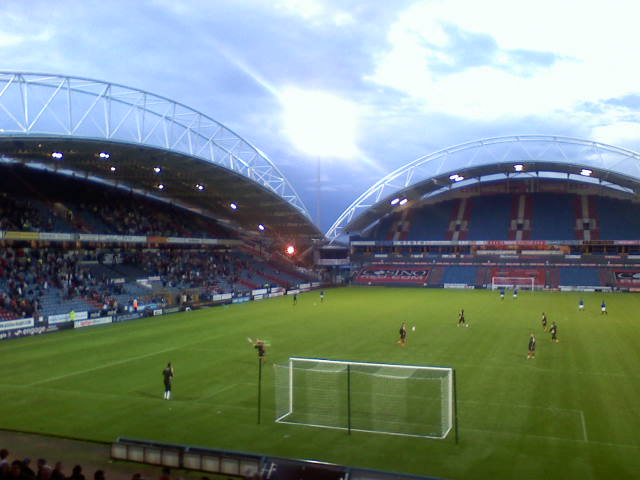
約翰‧史密夫運動場

約翰‧史密夫運動場（John Smith's Stadium）是位於英格蘭西约克郡的哈德斯菲尔德的多用途運動場，由1994年至2004年之間球場稱為麥艾勳運動場（McAlpine Stadium），是球場的建築商艾佛烈‧麥艾勳（Alfred McAlpine）以10年冠名權作為部份付款的條件。期滿後麥艾勳放棄續約，由本地企業基爾岩醫務保健（Galpharm Healthcare）獲取新冠名權，球場改稱基爾岩球場（Galpharm Stadium）。2012年7月19日，釀酒集團喜力宣佈取得冠名權，於8月1日將球場更名約翰‧史密夫運動場（John Smith's Stadium），是一張五年贊助合約的一部份。
在1995年獲皇家英國建築學會（Royal Institute of British Architects，簡稱RIBA）頒發「史特靈獎」（Stirling Prize，即英國年度建築設計獎）給球場的建築設計公司「勞勃合夥」（Lobb Partnership）。球場建於1991年，耗資4,000萬英鎊，可容24,500名觀眾，是哈德斯菲尔德巨人欖球會（Huddersfield Giants）和哈德斯菲爾德足球會共用的主場球場。

## 榮譽
| 榮譽                       | 次數        | 年度                            |
| 聯 賽 比 賽                | 聯 賽 比 賽 | 聯 賽 比 賽                     |
| -------------------------- | ----------- | ------------------------------- |
| 甲組〈I〉聯賽 冠軍         | 3           | 1923/24年、1924/25年、1925/26年 |
| 甲組〈I〉聯賽 亞軍         | 3           | 1926/27年、1927/28年、1933/34年 |
| 乙組〈II〉聯賽 冠軍        | 1           | 1969/70年                       |
| 乙組〈II〉聯賽 亞軍        | 2           | 1919/20年、1952/53年            |
| 冠軍〈II〉聯賽附加賽 冠軍  | 1           | 2016/17年                       |
| 甲組〈III〉聯賽附加賽 冠軍 | 1           | 2011/12年                       |
| 乙組〈III〉附加賽 冠軍     | 1           | 1994/95年                       |
| 丙組〈III〉聯賽 季軍       | 1           | 1982/83年                       |
| 丁組〈IV〉聯賽 冠軍        | 1           | 1979/80年                       |
| 丙組〈IV〉附加賽 冠軍      | 1           | 2003/04年                       |
| 杯 賽 比 賽                |             |                                 |
| 足總杯 冠軍                | 1           | 1922年                          |
| 足總杯 亞軍                | 4           | 1920年、1928年、1930年、1938年  |
| 慈善盾 冠軍                | 1           | 1922年                          |
| 聯賽錦標 亞軍              | 1           | 1994年                          |

## 著名球星
- 丹尼士·羅（Denis Law）
- 雷·威爾遜（英语：Ray Wilson (English footballer)）（Ray Wilson）
- （Trevor Cherry）
- （Frank Worthington）
- （Jonathan Stead）